# Gods Lake
Der Gods Lake ist ein See in der kanadischen Provinz Manitoba. 

## Lage
Er liegt 250 km nordöstlich des Winnipegsees sowie 400 km südwestlich der Hudson Bay und hat eine Länge von 80 km in ostwestlicher und eine Breite von 45 km in nordsüdlicher Richtung mit einer Fläche von 1.061 km² und ist damit etwa doppelt so groß wie der Bodensee. Im See befinden sich zahlreiche Inseln, die größte von ihnen, Elk Island, ist etwa 20 km lang und beherbergt selbst wieder kleinere Seen. Zwei indianische Gemeinden mit je einem kleinen Flugplatz liegen am See, Gods Lake Narrows im Südwesten und Gods River im Nordosten.